# Rusa I.
Rusa I. je bil kralj Urartuja, ki je vladal od leta 735 do 714 pr. n. št. Na prestolu je nasledil svojega očeta, kralja Sardurija II. Asirci so ga poznali kot Ursa in morda Urzana. Njegovo rojstno ime je bilo morda Uedipri.
Rusa I. je zgradil trdnjavo Rusahinili v sedanjem mestu Toprakkale v bližini mesta Van v vzhodni Turčiji. 

## Ozadje
Rusov oče Sarduri II. je razširil Urartsko kraljestvo na jugovzhodno Anatolijo in med kratkim obdobjem šibkosti Asirskega cesarstva uspel ponovno zavzeti različna asirska anatolska ozemlja.  
Prenos oblasti s Sardurija na Ruso ni povsem jasen, ker obstaja dokazan kralj Sarduri III.,  tako da je bil Rusa morda njegov sin.
Ko je Rusa I. podedoval prestol, so Asirci nadaljevali pohode proti njemu. Asirski kralj Tiglat-Pileser III. (vladal 745–727 pr. n. št.) je bil močan sovražnik in je poskušal razširiti svoj imperij. Asirci so večkrat napadli Urartu in prisilili Rusa I., da je prva leta svoje vladavine preživel v stalnem boju proti asirskim silam. 
Po asirskem viru je Rusa uspel Asircem zadati hud poraz, v katerem je popolnoma uničil asirsko vojsko. Datum te bitke ni povsem jasen, vendar je bila verjetno med 734 in 727 pr. n. št.
Isti vir poroča tudi o nadaljnjih Rusovih vojaških dejavnostih. V vojni  z vladarjem 'dežele Etini' je utrpel nekaj porazov. Gora Etini se nahaja v vzhodnem Kurdistanu in je kot  "dežela Aruni in Etini" omenjena na Črnem obelisku Šalmaneserja III.
Ti spopadi so močno prizadeli Urartu, zlasti njegovo gospodarstvo. Urartu je izgubil ozemlje, ki ga je osvojil Sarduri II., in bil prisiljen Asiriji plačevati davek.

## Kampanja Sargona II.
Po smrti Tiglat-Pileserja III. je Urartu med vladavino Šalmaneserja V. postal nemiren, vendar ne za dolgo. Sargon II., ki je prišel na prestol leta 722 pr. n. št., je nadaljeval asirsko sovražno držo proti Urartuju in mu leta 715 pr. n. št. napovedal vojno. Začela se je asirsko-urartska vojna. Po zmagi nad urartskim zaveznikom, kraljestvom Manea, so Asirci napadli Urartu. Rusa I. je bil v tej vojni odločilno poražen in Urartu znova podjarmljen in prisiljen Asiriji plačevati velik letni davek. Rusa I. je v tem času utrpel tudi poraz proti prodirajočim Kimerijcem v Gamirju in je brez vednosti njegovih generalov in guvernerjev pobegnil v gore Gurianije.
Po teh porazih je bil za novega kralja po mirni poti ali po uporu okronan Rusov sin Melartua. Rusa I. se je vrnil v Tušpo, Melartuo pa so pozneje ubili uradniki, zvesti njegovemu očetu.
Leta 714 pr. n. št. je Rusa I. storil samomor zaradi poraza v vojni z  Asirci in Kimerijci. 
Rusovi potomci naj bi bili armenski plemiški klan Rštuni.
| Primerki urartske umetnosti iz Rusahinilija- Toprakkaleja, Turčija | Primerki urartske umetnosti iz Rusahinilija- Toprakkaleja, Turčija | Primerki urartske umetnosti iz Rusahinilija- Toprakkaleja, Turčija |
| Muzej Ermitaž, Sankt Petersburg                                    | Muzej Ermitaž, Sankt Petersburg                                    | Rusahinili - Toprakkale, Turčija                                   |
| Bronast kip urartskega božanstva                                   | Graviran kip urartskega boga Teišeba                               | Rusahinili - Toprakkale, Turčija                                   |
| ------------------------------------------------------------------ | ------------------------------------------------------------------ | ------------------------------------------------------------------ |
|                                                                    |                                                                    |                                                                    |